# BG Kliniken
Die BG Kliniken sind die medizinischen Versorgungseinrichtungen der gesetzlichen Unfallversicherung in Deutschland.
Die Unternehmensgruppe besteht aus neun Akutkliniken, einer Klinik für Berufskrankheiten, einer Reha-Klinik und zwei Ambulanzen im ganzen Bundesgebiet. Die BG Kliniken sind, entsprechend dem gesetzlichen Auftrag an die Unfallversicherungen, spezialisiert auf die Behandlung und Wiederherstellung von schwer verletzten Unfallopfern und Menschen mit Berufskrankheiten. Sie verfügen daher über besondere Kompetenz in allen Fachbereichen der Chirurgie und Rehabilitation. Die BG Kliniken arbeiten gemeinnützig und werden wie alle Einrichtungen der gesetzlichen Unfallversicherung gemeinsam von versicherten Arbeitnehmern und Arbeitgebern verwaltet (Selbstverwaltung). Ihre Träger sind die gewerblichen Berufsgenossenschaften und acht Unfallkassen. Der Verbund ist als Konzern mit Holdingstruktur organisiert. Dessen Dachgesellschaft ist die BG Kliniken – Klinikverbund der gesetzlichen Unfallversicherung gGmbH mit Sitz in Berlin.

## Kliniken und Ambulanzen

### Holding
- BG Kliniken – Klinikverbund der gesetzlichen Unfallversicherung gGmbH

### Kliniken
- BG Klinikum Bergmannstrost Halle
- BG Klinikum Duisburg
- BG Unfallklinik Frankfurt am Main
- BG Klinik Ludwigshafen
- BG Unfallklinik Murnau
- BG Klinik Tübingen
- BG Klinikum Hamburg
- BG Universitätsklinikum Bergmannsheil Bochum
- BG Klinikum Unfallkrankenhaus Berlin
- BG Klinik für Berufskrankheiten Bad Reichenhall
- BG Nordsee Reha-Klinik St. Peter-Ording

Ab 1994 wurde auch die BG Klinik für Berufskrankheiten Falkenstein in Sachsen betrieben, welche 2020 geschlossen wurde.

### Ambulanzen
- BG Unfallbehandlungsstelle Berlin
- BG Ambulanz Bremen

## Geschichte
Die BG Kliniken – Klinikverbund der gesetzlichen Unfallversicherung GmbH entstand im Juni 2015 gGmbH durch formwechselnde Umwandlung des Vereins Klinikverbund der gesetzlichen Unfallversicherung e. V. Die Berufsgenossenschaften und Unfallkassen, die zuvor Vereinsmitglieder gewesen waren, wurden damit zu Gesellschaftern der GmbH. Geschäftsführer Reinhard Nieper begründete den rechtlich engeren Zusammenschluss mit der Verfolgung mehrerer Ziele: „Schlanke Strukturen, systematische Steuerung und bessere Vernetzung sorgen für mehr Qualität und Wirtschaftlichkeit, höhere Innovationskraft, optimalen Wissenstransfer und letztlich ideale Behandlungsergebnisse.“ Zudem erwartete er Vorteile für Rekrutierung und Qualifikation von Personal durch „konzernweite Fort- und Weiterbildungskonzepte, gezielte Führungskräfteentwicklung, Jobrotation zwischen den Standorten, die Förderung von Auslandsaufenthalten und Mentorenprogramme“.
Seit dem 1. Januar 2016 sind die BG Kliniken zu einem Konzern mit Holdingstrukturen zusammengeschlossen.